# 救世堂 (武汉市)
救世堂是中国武汉一座中西合璧式的古老基督教堂。
救世堂位于硚口区汉正街，紧邻武汉最早的西医院普爱医院，由英国循道会传教士郭修理兴建于1867年，1931年重建，飞檐翘角，可容纳近千人。为循道会的中心教堂。
1958年实行联合礼拜，救世堂得以继续保留，直至1966年文化大革命爆发。1980年代恢复礼拜。列为武汉市优秀历史建筑。